# 愛子バイパス

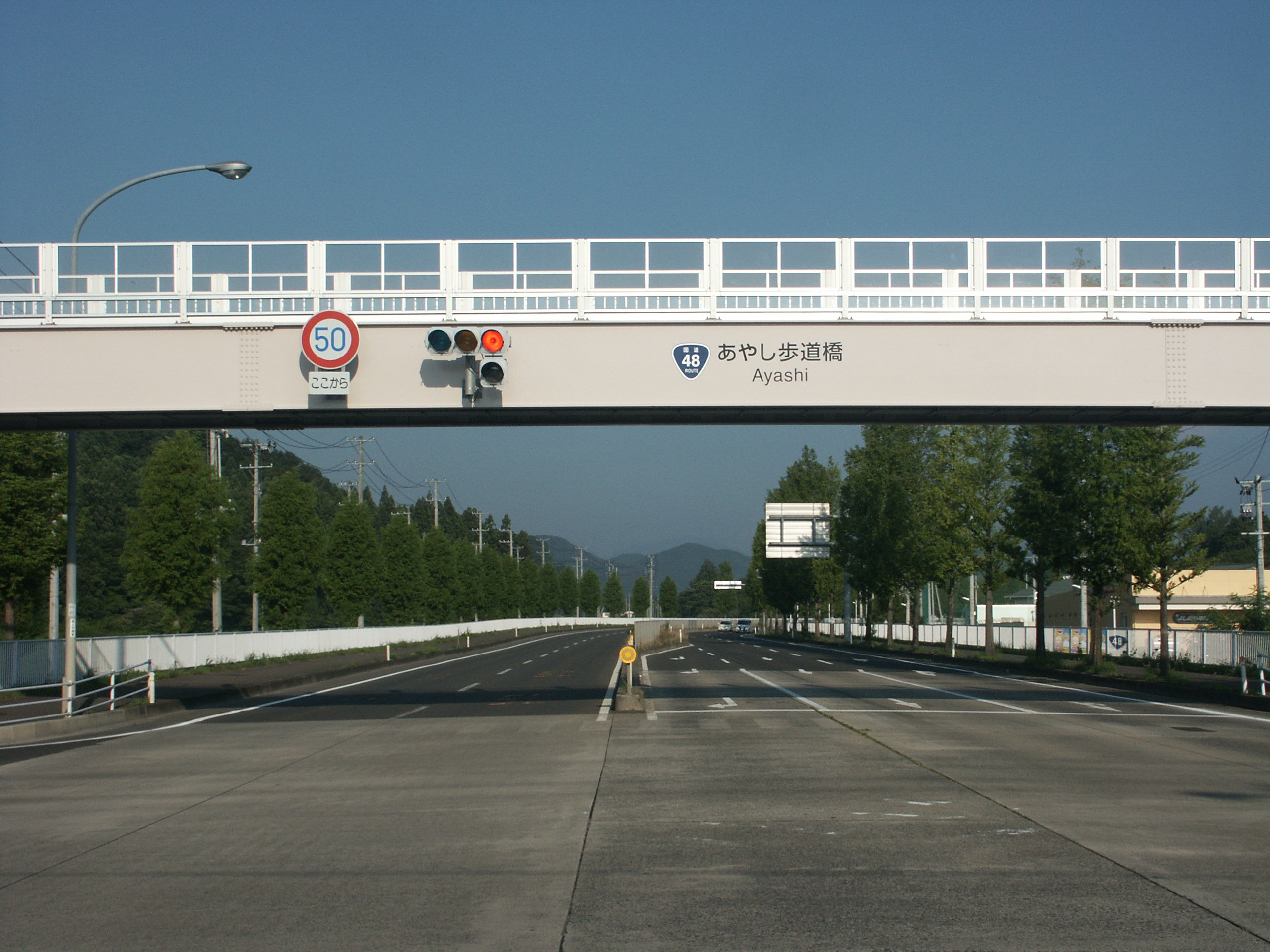
あやし歩道橋付近

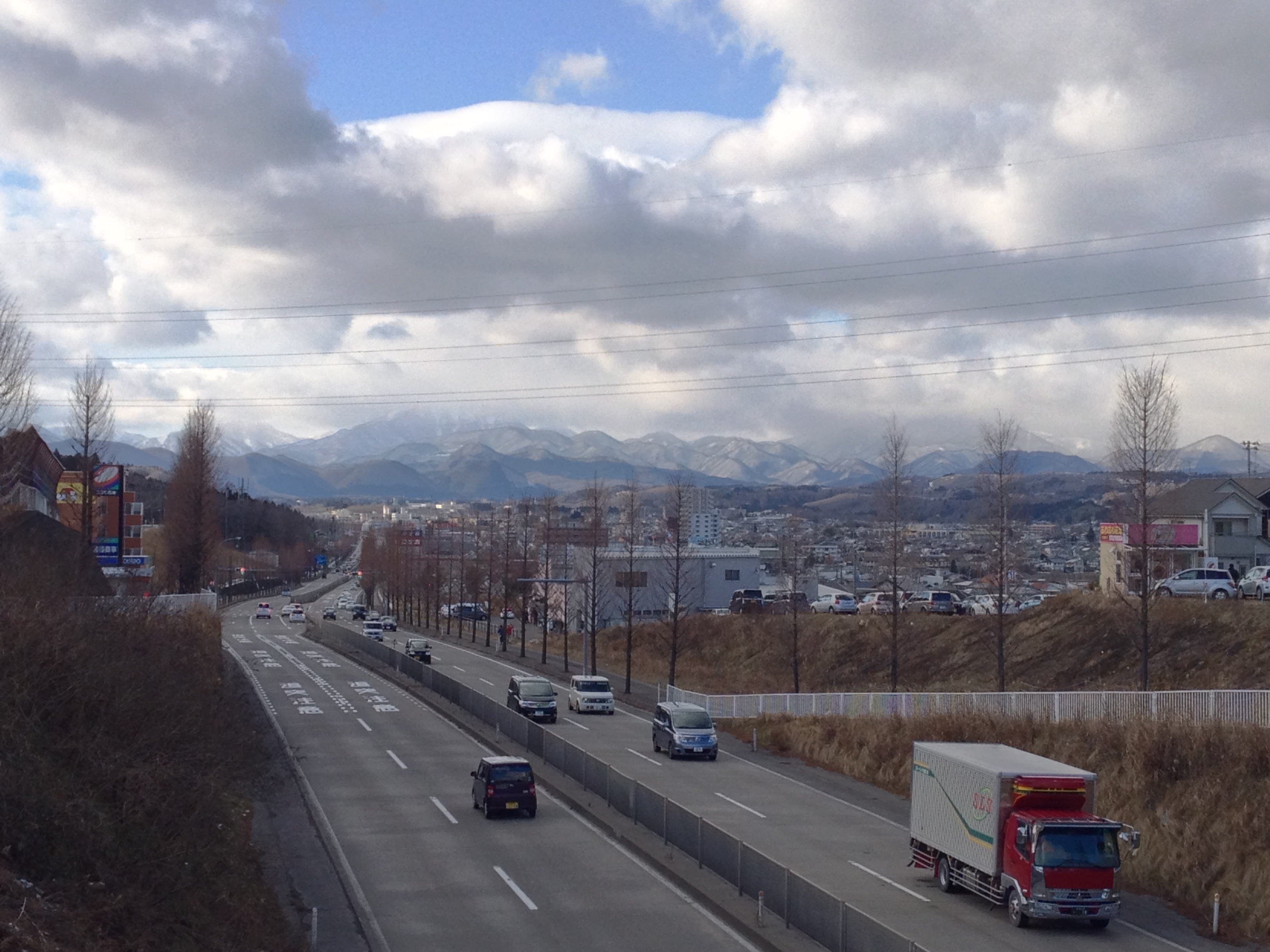
西花苑から見た愛子バイパスと愛子盆地（2014年1月）

愛子バイパス（あやしバイパス）は、宮城県仙台市青葉区の愛子盆地を東西に通る作並街道（旧国道48号）のバイパスとして建設された道路。「仙台市総合道路整備計画」において、同市の骨格幹線道路網となる「3環状12放射状線」の一部をなす都市計画道路の放射状道路でもある。

## 概要
- 起点：仙台市青葉区折立
- 終点：仙台市青葉区上愛子
- 本線：Google マップ

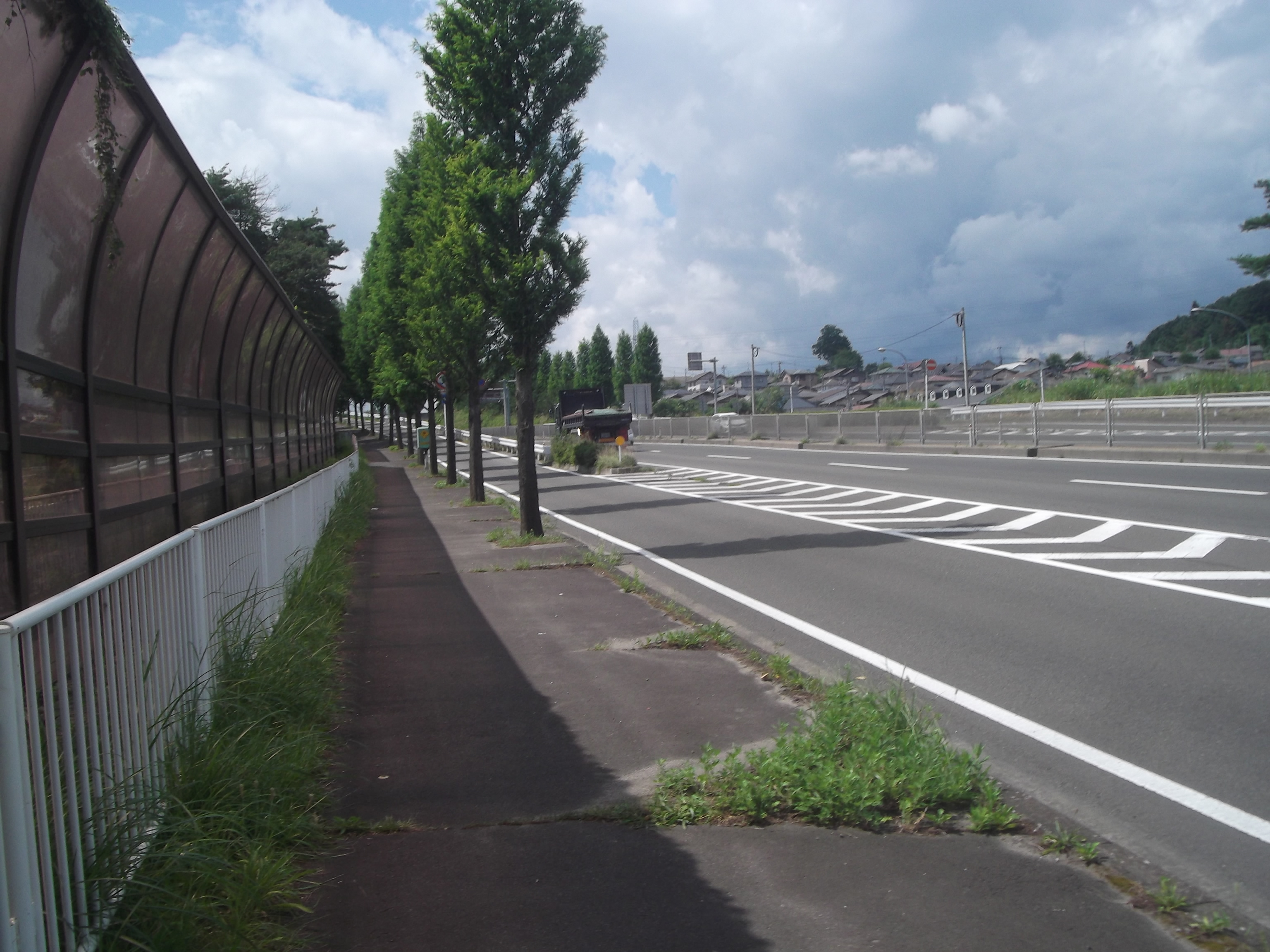
西花苑付近の愛子バイパス（2013年8月撮影）

国道48号・仙台西道路と接続する折立インターチェンジから、県道仙台村田線および東北自動車道の上空を跨道橋でまたぎ、蕃山丘陵北麓（折立・西花苑・栗生）を通って愛子盆地に入り、作並街道（旧国道48号）の南側を並行して通って国道457号と丁字路で合流し、愛子跨線橋でJR仙山線をまたいで作並街道（旧国道48号）と接続する全長5.9kmの道路。国道48号に指定されている。
当道および仙台西道路の開通により、仙台市都心部と愛子盆地との間のアクセスが向上したこともあり、愛子盆地の人口増加に寄与している。また、作並温泉や秋保温泉などのさらに西部に位置する地区とのアクセスも向上し、観光面での寄与も大きい。2003年（平成15年）に開院した宮城県立こども病院への緊急搬送にも役立っている。
道路管理者は、国土交通省東北地方整備局仙台河川国道事務所仙台西国道維持出張所。

## 制限速度
- 折立IC - 宮城総合支所 60km/h
- 宮城総合支所 - 国道457号接続 50km/h

## 交差する道路
- 上側が起点側、下側が終点側。左側が上り側、右側が下り側。
- 交差する道路の特記がないものは市道。

| 交差する道路                        | 交差する道路                                 | 交差する場所 | 起点から (km) |
| ----------------------------------- | -------------------------------------------- | ------------ | ------------- |
| 国道48号仙台西道路                  |                                              |              |               |
| 県道31号仙台村田線 川崎・泉中央方面 | 県道31号仙台村田線 川崎・泉中央方面          | 折立IC       |               |
| 西花苑団地方面                      |                                              | -            |               |
| 県道135号落合停車場線               | -                                            |              | 10            |
| 県道134号愛子停車場線               | 県道132号秋保温泉愛子線 秋保温泉・錦ケ丘方面 |              | 12            |
| 国道457号                           | -                                            |              | 13            |
| 国道48号 山形・作並温泉方面         |                                              |              |               |

## 交通量
2005年度（平成17年度道路交通センサスより）
平日24時間交通量（台）
- 仙台市青葉区栗生一丁目：37,861

## 沿革
蛇行する広瀬川沿いを通る片側1車線の国道48号がしばしば渋滞を起こしていたため、仙台宮城IC（1975年供用開始）と仙台市都心部とを結ぶ仙台西道路が国道48号のバイパスとして1983年（昭和58年）に開通した。その仙台西道路に接続し、宮城郡宮城町の中心部である愛子地区をバイパスする道路として当道は1981年（昭和56年）に事業を開始した。1987年（昭和62年）に宮城町が仙台市に編入合併されたため全線が仙台市内となり、1993年（平成5年）に全通した。片側2車線化は順次行われた。
当初、「都市計画道路元寺小路愛子線」の一部（L=5.9km）として建設省の直轄事業により建設されたが、現在は「都市計画道路愛子幹線」となっている。
愛子バイパスと並走する区間の国道48号（旧道）は、国道457号、市道下愛子原落合線、および、市道折立1号線に再指定されており、愛子バイパスが事実上、国道48号の本線となっている。

### 年表
- 1965年度（昭和40年度）、国鉄（現JR）仙山線をまたぐ愛子跨線橋（橋長12.0m、幅9.5m）架橋[7][8]。
- 1966年（昭和41年）3月、ルートの都市計画決定[2]。
- 1975年度（昭和50年度）、東北自動車道をまたぐ折立ランプ橋（橋長30.5m、幅9.7m）架橋[7]。
- 1975年（昭和50年）11月28日、東北自動車道・仙台宮城IC供用開始。
- 1981年度（昭和56年度）、事業着手[9]。
- 1982年度（昭和57年度）、県道仙台村田線および綱木川[† 3]をまたぐ綱木跨道橋（下り：橋長67.8m、幅14.5m）架橋[7]。
- 1983年（昭和58年）5月14日、仙台西道路が暫定2車線で供用開始。
- 1986年度（昭和61年度）、斉勝川[† 4]をまたぐ斉勝川橋（上り：橋長36.5m、幅12.8m）架橋[7]。
- 1987年（昭和62年）
  - 11月1日、宮城郡宮城町が仙台市に編入合併。全区間が同市内となる。
  - 11月、仙台西道路が全線4車線化。
- 1988年度（昭和63年度）
  - 県道仙台村田線および綱木川[† 3]をまたぐ綱木跨道橋（上り：橋長67.8m、幅14.0m）架橋[7]。
  - 東北自動車道をまたぐ折立跨道橋（上り：橋長39.8m、幅10.5m。下り：橋長39.8m、幅10.5m）架橋[7]。
- 1989年（平成元年）
  - 4月1日、仙台市が政令指定都市に移行。道路管理者を同市に移管せず。
  - 住居表示実施に伴い、起点の住所が茂庭字滝沢から折立になった[10]。
- 1989年度（平成元年度）、市道折立団地中央幹線[† 5]をまたぐ折立西跨道橋（上り：橋長15.0m、幅12.6m。下り：橋長15.0m、幅14.9m）架橋[7]。
- 1990年（平成2年）3月、落合～宮城総合支所前の区間（L=2.6km）が暫定2車線で供用開始[4][11][12]。
- 1992年（平成4年）、折立～落合の区間が供用開始[11]。
- 1993年（平成5年）、宮城総合支所前～国道48号（当時）の区間が供用開始し、全線開通[11][12]。
- 2004年（平成16年）
  - 斉勝川[† 4]をまたぐ斉勝川橋（下り：橋長36.5m、幅12.8m）架橋[7]。
  - 3月29日、斉勝川～国道457号交差点の区間（L=2.4km）が4車線化[9][12]。
- 2009年（平成21年）8月4日、ロードヒーティング設備のある愛子歩道橋が開通[13]。
- 2011年度（平成23年度）、東日本大震災による電力危機に伴い、道路照明の減灯を実施[14]。

## 将来構想
- 愛子新宮前（仙台市立愛子小学校付近）から上愛子白沢（仙山線陸前白沢駅付近※）まで延伸する構想がある。全線開通すると、週末の交通渋滞解消が期待される。

以前は仙台市立上愛子小学校付近までの延伸と構想されたが、地形の関係上困難であることが判明したため、当初の考えより以東側の陸前白沢駅付近までの延伸へと構想が変更された。